# Adolf Schnitzer
̣
Adolf Friedrich Schnitzer (Berlin, 1889 – Genf, 1989) német-svájci jogtudós, az összehasonlító nemzetközi jog szakértője, a jellemző szolgáltatás kapcsolóelvének kidolgozója az 1940-es évek elején.

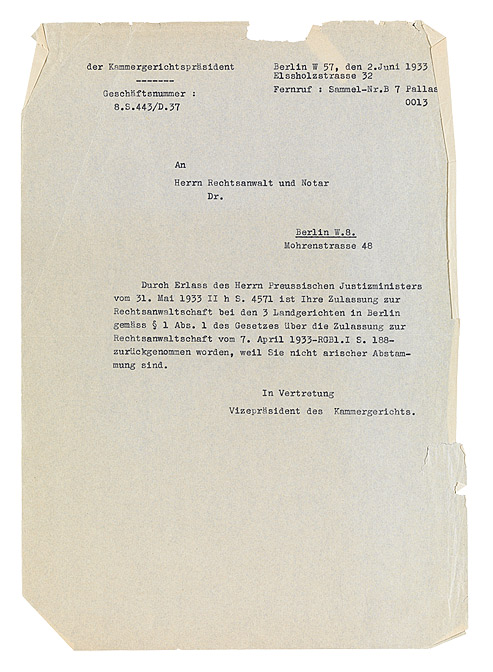
Hivatalos levél, amelyben Schnitzert értesítik, hogy ügyvédi jogosultságait nem-árja származása miatt visszavonták.

## Pályafutása
Schnitzer Berlinben és Freiburgban tanult jogot és politológiát. 1914-ben szerzett jogi végzettséget. 1914-től 1918-ig a berlini törvényszéknél dolgozott, majd 1918-tól 1933-ig ügyvéd volt Berlinben. 1929-től közjegyzőként is tevékenykedett. Irodája a Mohrenstraße 48. alatt volt. 1933 áprilisában, Hitler hatalomátvétele után röviddel megtiltották a zsidók számára a közjegyzői és az ügyvédi tevékenység végzését. Schnitzer még júliusban Svájcba emigrált és Genfben telepedett le. Innentől a gyakorlati jogi praxissal felhagyott, és a jogtudománnyal foglalkozott.
Genfben megbízott előadóként tanított az egyetemen, az Institut des Hautes Etudes Internationales nevű felsőfokú tanintézetben, valamint a lyoni összehasonlító jogtudományi intézetben. Kutatási témája a nemzetközi magánjog és az összehasonlító jogtudomány volt. 1935-ben a Genfi Egyetemen politikatudományi doktorátust szerzett.
1946 és 1948 között különböző nemzetközi civilszervezetek jogtanácsadójaként dolgozott, majd 1952-ig a Nemzetközi Menekültügyi Szervezetnél dolgozott. 1952-től 1973-ig az ENSZ genfi központjában dolgozott, az eltűnt személyek holttá nyilvánítási eljárását végző iroda vezetőjeként.
Mindeközben folytatta egyetemi oktatói munkáját: 1948-tól 1959-ig a Genfi Egyetemen tanított nemzetközi magánjogot és az összehasonlító jogtudományt, majd 1960-tól 1966-ig a Luxemburgi Egyetemen nemzetközi családjogot oktatott.

## Művei
Adolf Schnitzer számos jogtudományi szakcikket és szakkönyvet írt. Ezek közül a legkiemelkedőbb az 1937-ben megjelent Handbuch des internationalen Privatrechts (A nemzetközi magánjog kézikönyve) című kétkötetes szakkönyv, amely évtizedeken keresztül alapműnek számított a német nyelvterületen, de jegyzett jogtudományi munka volt világszerte is.
Legfontosabb könyvei:
- Schnitzer, Adolf F. Vergleichende Rechtslehre. Basel: Verlag für Recht und  Gesellschaft (1945)
- Schnitzer, Adolf F. Die Parteiautonomie im internen und im internationalen Privatrecht (1939)
- Schnitzer, Adolf F. Handbuch des internationalen Handels-, Wechsel- und Checkrechts. Zürich: Verlag für Recht und  Gesellschaft (1938)
- Schnitzer, Adolf F. Handbuch des internationalen Privatrechts unter bes. Berücks. d. schweizer. Gesetzgebg u. Rechtsprechg. Zürich: Verlag für Recht und  Gesellschaft (1937)
- Schnitzer, Adolf F. Staat und Gebietshoheit. Zürich: Verlag für Recht und  Gesellschaft (1935)
- Schnitzer, Adolf F. Handbuch des internationalen Privatrechts einschliesslich Prozessrecht, unter besonderer Berücksichtigung der schweizerischen Gesetzgebung und Rechtsprechung. Basel: Verlag für Recht und  Gesellschaft
- Schnitzer, Adolf F. Handbuch des internationalen Privatrechts unter bes. Berücksichtigung d. Schweizerischen Gesetzgebung u. Rechtsprechung. Basel: Verlag für Recht und  Gesellschaft
- Schnitzer, Adolf F. Vergleichende Rechtslehre. Basel: Verlag für Recht und  Gesellschaft